# Claude Dufresne
Pour les articles homonymes, voir Dufresne.
Claude Dufresne (9 août 1920 — 4 octobre 2011) est un animateur et producteur de radio et de télévision, journaliste, écrivain, dramaturge et librettiste français.

## Biographie
Claude Dufresne est principalement connu pour sa collaboration, du début des années 1950 à la fin des années 1980, en tant que chroniqueur, animateur et producteur à Europe no 1 puis à France Inter (anciennement Paris-Inter puis France I), pour ses ouvrages historiques et ses biographies, spécialement de femmes célèbres, ainsi que pour sa collaboration comme librettiste d'opérettes avec le compositeur Francis Lopez.

## Œuvres
- Morny, l’homme du Second Empire
- Les révoltes de Paris, 1358-1968
- La Marquise de Sévigné
- Trois grâces de la belle époque
- Les Affaires de la IIIe république
- Ninon de Lenclos
- Balzac et les femmes
- Frédéric Chopin
- La Comtesse de Castiglione
- Les grands amants
- Appelez-moi George Sand
- Hortense Schneider
- Maria Callas
- Le Mystère du masque de fer
- Hector Berlioz
- La Valse Viennoise au temps des Strauss
- Yvonne Printemps, préface André Castelot, 1994, Challenges d'aujourd'hui (Chevilly-Larue), 334 p. lire en ligne sur Gallica
- Bonaparte amoureux
- Le cœur de la Reine (Marie-Antoinette)
- La Reine Hortense
- François Ier
- Marie Walewscka
- L'impératrice Eugénie
- Les Reines de cœur
- Morny
- Moi, Capitaine Dreyfus
- Il s'appelait Luis Mariano
- Rachel la divine tragédie
- Bernard Blier (en collaboration avec Annette Blier).

## Distinctions
- 1984 : prix Thérouanne de l’Académie française pour Morny, l’homme du Second Empire[1]
- 1993 : prix Eugène Carrière de l’Académie française pour Offenbach, ou la gaîté parisienne